# Жасмин
Жасминът (Jasminum) е род растения от семейство Маслинови (Oleaceae). Съществуват около 200 вида, виреещи в тропическите и умерени топли райони на Европа, Азия, Австралия и Океания. Култивирането на жасмин е широко разпространено заради характерния аромат на цветовете му.
Най-вероятно произхожда от Персия или Индия.

## Етимология
Названието на рода идва от персийски език (yasameen – „дар от Бога“), преминавайки през арабски и латински език.
В Индия жасминът бил наричан „Лунна светлина на любовта“, „Царицата на нощта“, „Лунен храст“, „Владетелката на цветята“ заради омайния му нощен мирис и нежния загадъчен, почти „лунен“ цвят.

## Описание
Жасминът има вечнозелени и листопадни разновидности, храсти и лиани. Цветовете му могат да бъдат прости, тройни или перести, обикновено с размер около 2,5 cm в диаметър. Те са бели или жълти на цвят, а в редки случаи могат да бъдат червеникави, кремави или розови.

## Разпространение
Произходът на жасмина са тропическите и субтропическите райони на Европа, Азия, Австралия и Океания, въпреки че само един от видовете е местен за Европа. Центърът на разнообразие се намира в Южна и Югоизточна Азия.
През XVIII век жасминът е пренесен в Европа.

## Химичен състав
Важна роля в естествения аромат на жасмина е жасмон (jasmone, C11H16O). Други съществени съединения, участващи в аромата му, са бензил ацетат, бензилов алкохол, бензил бензоат, цис-3-хексенил, метилантранилат, крезол, индол, евгенол и линалол. Jasmone може да съществува в две изомерни форми – цис-jasmone и транс-jasmone. Естественият екстракт съдържа само цис формата, докато синтетичен материал често е смес, съдържаща двете форми, с преобладаваща цис форма. И двете форми имат подобни миризми и химични свойства.

## Жасмонат и растителна физиология
Жасминът е дал името на „жасмонат“ – група от растителни хормони, които регулират растежа и развитието, като водят до откриването на молекулярната структура на жасмонатите. Към жасмоната се отнасят жасмонова киселина и нейните естери, например, метил жасмоната, който е изолиран от жасминовото масло на Jasminum grandiflorum.

### Физиология
В растителните защитни механизми са включени основно три хормона – салицилова киселина, жасмонат (jasmonic acid) и етилен. Холандски изследователи установяват, че всяка имунна реакция се стартира след „кратко съвещание“ между трите хормона, като те никога не действат едновременно, т.е. растенията не изпадат в защита „ва банк“, както някога се е смятало. Жасмонатът може да се контролира от салициловата киселина само ако вече не се е „кооперирал“ с етилена. Дали етиленът или салициловата киселина ще поемат контрола над жасмоната зависи единствено от вида и повсеместността на вредителя и нанесените на растението вреди. По сигнал на жасмоната клетките могат за минути да изпратят на фронта цял арсенал от способни да обезвредят вредителите протеини (т. нар. „JAZ протеини“).
Жасмонатът се синтезира от линоленовата киселина и има структура от петчленен пръстен (аналог е на простагландина – хормони при бозайниците, синтезирани от мастните киселини). Съдържанието на жасмонат в тъканите на растенията се различава в различните етапи на развитие и зависи от стимули на околната среда – примерно повишава се при нарушаване целостта на растението.

## Отглеждане и употреба
Жасминът се отглежда заради цветовете си. В наши дни се култивира в Мароко, Египет, Франция, Алжир и Китай. Растението се ползва като градинско, декоративно стайно и за рязан цвят. Цветовете му се носят в косите на жените от Южна и Югоизточна Азия.

### Жасминов чай
Жасминов чай се консумира в Китай – чист или с основа от зелен или бял чай.

### Жасминова бира
Жасминът се ползва и за водещ аромат в производството на бира, като се добавя в процеса на производство в точката на кипене.

### Жасминов сироп
Жасминовият сироп, направен от цветове, се използва като овкусител.

### Жасминово етерично масло
Концентратът от жасмин е едно от най-скъпите на света етерични масла. Основни производители на жасминово етерично масло са Индия, Египет, Китай и Мароко.

### Парфюмерия
Ценените съставки в парфюмерията са метилантранилат (methyl anthranilate), индол (indole), бензил ацетат, бензилов алкохол (benzyl alcohol), линалол, скатол (skatole) и др. В парфюмите жасминовият цвят се използва като основна, базова нотка. Комбинира се добре с аромата на лайката, цитрусовите масла и розата.

### Лечебни и терапевтични свойства
Жасминът се ползва за укрепване на имунната система, намаляване процеса на стареене, облекчаване на болки и др. Смята се, че действа като афродизиак, заради наличието на линалол, индол и бензоен ацетат.
Жасминът е едно от основните растения, които се използват в ароматерапията. Cis-jasmone и cis-jasmonate – двете основни жасминови ароматни съединения, увеличават активността на рецепторите на гама-аминомаслената киселина (γ-Aminobutyric acid) и по този начин действат като антидепресант и успокоително, дори когато се абсорбират чрез инхалация.

## Символика
В продължение на векове, жасминът се счита на Изток като символ за красота и женствено изкушение. Това е женски аромат. Жасминът е символ на романтика и любов, благодат и изящество, чувственост и бодрост. В поезията жасминовият цвят символизира самата нощ и тайните, които тъмнината може да скрие и само луната може да види.
- В Египет Клеопатра VII отива да посрещне Марк Антоний с лодка, чиито платна са покрити с жасмин.
- В Индия богът на любовта Кама прикрепва жасмин към стрелите на любовта, които изпраща. От там е останало вярването, че жасминът прави човешката душа податлива на силни чувства и обич, заради което индийските булки носят жасминови цветове в косите си. Жасминовият гирлянд, поставен на врата на госта говори за приятелството, добрите намерения на хората и загрижеността им един за друг. Смята се за любимо цвете на Вишну и Шива.
- В Китай жасминът се смята за символ на женското милосърдие.
- В Тунис предлагането на Бял жасмин (Jasminum polyanthum, White Jasmine) е признание за любов.
- Във френския фолклор жасминът е символ на 66-годишнината от брака.
- В Хавай видът Jasminum sambac е може би най-популярното цвете. Ползва се в нанизи и се възпява в песни.
- В цяла Южна Азия жените използват цветовете на жасмина като украшение за коса.

- Антоний и Клеопатра, от Лорънс Алма-Тадема
- Бял жасмин
(Jasminum polyanthum)
- Традиционно закичване на индийски жени с жасмин
- Закичване на булка от о-в Ява с жасмин (Jasminum sambac)
- Приготвяне на специални букети (Machmoum) в Тунис

### Жасминът като национално цвете
Няколко държави считат жасмина като национален символ:
- Индонезия – Jasminum sambac е национално цвете от 1990 г. и ключов елемент от сватбените церемонии, особено на остров Ява.
- Филипини – Jasminum sambac е национално цвете от 1935 г., като гирляндите и диадемите от жасмин служат за украсяване на хора и религиозни изображения.
- Пакистан – Jasminum officinale е официално цвете.

## Списък на видовете жасмин
Макар че има над 200 сорта жасмин, най-разпространени са 3 вида – бял (Jasminum polyanthum), жълт (Gelsemium sempervirens) и японски жасмин (Jasminum mesnyi).
Жасминовите растения се делят на пет секции: Alternifolia, Jasminum, Primulina, Trifoliolata и Unifoliolata.
- Jasminum acuminatum (Lam.) Pers. (1805)
- Jasminum adenophyllum Wall. ex C.B.Clarke (1882)
- Jasminum agastyamalayanum Sabeena, Asmitha, Mulani, E.S.S.Kumar & Sibin (2007)
- Jasminum albicalyx Kobuski (1939)
- Jasminum alongense Gagnep. (1933)
- Jasminum amabile H.Hara (1977)
- Jasminum ambiguum Blume (1851)
- Jasminum amoenum Blume (1851)
- Jasminum andamanicum N.P.Balakr. & N.G.Nair (1979 publ. 1981)
- Jasminum angolense Baker (1895)
- Jasminum angulare Vahl (1794)
- Jasminum angustifolium (L.) Willd. (1797)
- Jasminum annamense Wernham (1921)
- Jasminum anodontum Gagnep. (1933)
- Jasminum aphanodon Baker (1893)
- Jasminum apoense Elmer (1915)
- Jasminum arborescens Roxb. (1820)
- Jasminum artense Montrouz. (1860)
- Jasminum attenuatum Roxb. ex DC. (1844)
- Jasminum auriculatum Vahl (1794)
- Jasminum azoricum L. (1753)
- Jasminum bakeri Scott-Elliot (1894)
- Jasminum batanensis Kiew (1994)
- Jasminum beesianum Forrest & Diels (1912)
- Jasminum betchei F.Muell. (1881)
- Jasminum bignoniaceum Wall. & G.Don (1837)
- Jasminum brachyscyphum Baker (1895)
- Jasminum breviflorum Harv. (1906)
- Jasminum brevilobum DC. (1844)
- Jasminum brevipetiolatum Duthie (1906)
- Jasminum calcareum F.Muell. (1859)
- Jasminum calcicola Kerr (1938)
- Jasminum calophyllum Wall. & G.Don (1837)
- Jasminum campyloneurum Gilg & G.Schellenb. (1913)
- Jasminum cardiomorphum P.S.Green (2003)
- Jasminum carinatum Blume (1851)
- Jasminum caudatum Wall. ex Lindl. (1842)
- Jasminum celebicum Merr. (1916)
- Jasminum coarctatum Roxb. (1820)
- Jasminum coffeinum Hand.-Mazz. (1925)
- Jasminum cordatum Ridl. (1926)
- Jasminum cordifolium Wall. & G.Don (1837)
- Jasminum craibianum Kerr (1938)
- Jasminum crassifolium Blume (1826)
- Jasminum cumingii Merr.(1910)
- Jasminum cuneatum Jongkind (2010)
- Jasminum curtisii King & Gamble (1905)
- Jasminum cuspidatum Rottl. & Willd. (1803)
- Jasminum dallachyi F.Muell. (1864)
- Jasminum dasyphyllum Gilg & G.Schellenb. (1913)
- Jasminum decipiens P.S.Green (1995)
- Jasminum decussatum Wall. & G.Don (1837)
- Jasminum degeneri Kobuski (1942)
- Jasminum dichotomum Vahl (1804)
- Jasminum didymum G.Forst. (1786)
- Jasminum dinklagei Gilg & G.Schellenb. (1913)
- Jasminum dispermum Wall. (1820)
- Jasminum domatiigerum Lingelsh. (1927)
- Jasminum duclouxii (H.Lév.) Rehder (1934)
- Jasminum eberhardtii Gagnep. (1933)
- Jasminum elatum Pancher ex Guillaumin (1914)
- Jasminum elegans Knobl. (1893)
- Jasminum elongatum (P.J.Bergius) Willd. (1797)
- Jasminum extensum Wall. & G.Don (1837)
- Jasminum flavovirens Gilg & G.Schellenb. (1913)
- Jasminum flexile Vahl (1794)
- Jasminum floridum Bunge (1833)
- Jasminum fluminense Vell. (1829)
- Jasminum foveatum R.H.Miao (1993)
- Jasminum fruticans L. (1753)
- Jasminum fuchsiifolium Gagnep. (1933)
- Jasminum gilgianum K.Schum. (1900)
- Jasminum glaucum (L.f.) Sol. (1789)
- Jasminum grandiflorum L. (1762)
- Jasminum greveanum Danguy ex H.Perrier (1950)
- Jasminum griffithii C.B.Clarke (1882)
- Jasminum guangxiense B.M.Miao, Bull. Bot. Res. (1984)
- Jasminum harmandianum Gagnep. (1933)
- Jasminum hasseltianum Blume (1851)
- Jasminum hongshuihoense Z.P.Jien ex B.M.Miao (1992)
- Jasminum humile L. (1753)
- Jasminum insigne Blume (1851)
- Jasminum ixoroides Elmer (1908)
- Jasminum jenniae W.K.Harris & G.Holmes (1999)
- Jasminum kajewskii C.T.White (1933)
- Jasminum kaulbackii P.S.Green (2003)
- Jasminum kedahense (King & Gamble) Ridl. (1916)
- Jasminum kerstingii Gilg & G.Schellenb. (1913)
- Jasminum kitchingii Baker, J. Linn. Soc. (1881)
- Jasminum kostermansii Kiew (1994)
- Jasminum kriegeri Guillaumin (1944)
- Jasminum kwangense Liben (1972)
- Jasminum lanceolaria Roxb. (1820)
- Jasminum lasiosepalum Gilg & G.Schellenb. (1913)
- Jasminum latipetalum C.B.Clarke (1882)
- Jasminum laurifolium Roxb. ex Hornem. (1819)
- Jasminum laxiflorum Gagnep. (1933)
- Jasminum leptophyllum Rafiq (1996)
- Jasminum listeri King ex Gage (1901)
- Jasminum longipetalum King & Gamble (1905)
- Jasminum longitubum L.C.Chia ex B.M.Miao (1984)
- Jasminum mackeeorum P.S.Green (1991)
- Jasminum macrocarpum Merr. (1908)
- Jasminum magnificum Lingelsh. (1927)
- Jasminum maingayi C.B.Clarke (1882)
- Jasminum malabaricum Wight (1848)
- Jasminum malayanum Kiew (1994)
- Jasminum marianum DC. (1844)
- Jasminum matthewii P.S.Green (2003)
- Jasminum melastomifolium Ridl. (1936)
- Jasminum mesnyi Hance (1882)
- Jasminum meyeri-johannis Engl. (1892)
- Jasminum microcalyx Hance (1883)
- Jasminum molle R.Br. (1810)
- Jasminum mossamedense Hiern (1898)
- Jasminum multiflorum (Burm.f.) Andrews (1807)
- Jasminum multinervosum Kiew (1994)
- Jasminum multipartitum Hochst. (1844)
- Jasminum multipetalum Merr. (1934)
- Jasminum narcissiodorum Gilg & G.Schellenb. (1913)
- Jasminum nardydorum Breteler (2002)
- Jasminum neocaledonicum Schltr. (1906)
- Jasminum nepalense Spreng. (1827)
- Jasminum nervosum Lour. (1790)
- Jasminum newtonii Gilg & G.Schellenb. (1913)
- Jasminum niloticum Gilg (1895)
- Jasminum nintooides Rehder (1916)
- Jasminum nobile C.B.Clarke (1882)
- Jasminum noldeanum Knobl. (1936)
- Jasminum noumeense Schltr. (1908)
- Jasminum nudiflorum Lindl. (1846)
- Jasminum nummularifolium Baker (1895)
- Jasminum obtusifolium Baker (1895)
- Jasminum octocuspe Baker (1895)
- Jasminum odoratissimum L. (1753)
- Jasminum officinale L. (1753)
- Jasminum oliganthum Quisumb. & Merr. (1928)
- Jasminum oreophilum Kiew (1994)
- Jasminum papuasicum Lingelsh. (1927)
- Jasminum parkeri Dunn (1920)
- Jasminum pauciflorum Benth. (1849)
- Jasminum paucinervium Ridl. (1917)
- Jasminum pedunculatum Gagnep. (1933)
- Jasminum pellucidum Airy Shaw (1935)
- Jasminum pentaneurum Hand.-Mazz. (1922)
- Jasminum pericallianthum Kobuski (1939)
- Jasminum perissanthum P.S.Green (1995)
- Jasminum pierreanum Gagnep. (1933)
- Jasminum polyanthum Franch. (1891)
- Jasminum populifolium Blume (1851)
- Jasminum prainii H.Lév. (1911)
- Jasminum preussii Engl. & Knobl. (1893)
- Jasminum promunturianum Däniker (1933)
- Jasminum pseudopinnatum Merr. & Rolfe (1908)
- Jasminum pteropodum H.Perrier (1950)
- Jasminum puberulum Baker (1883)
- Jasminum punctulatum Chiov. (1932)
- Jasminum quinatum Schinz (1910)
- Jasminum rambayense Kuntze (1891)
- Jasminum rehderianum Kobuski (1936)
- Jasminum ritchiei C.B.Clarke (1882)
- Jasminum rufohirtum Gagnep. (1933)
- Jasminum sambac (L.) Sol. (1789)
- Jasminum sarawacense King & Gamble (1905)
- Jasminum scandens (Retz.) Vahl (1794)
- Jasminum schimperi Vatke (1876)
- Jasminum sessile A.C.Sm. (1936)
- Jasminum siamense Craib (1913)
- Jasminum simplicifolium G.Forst. (1786)
- Jasminum sinense Hemsl. (1889)
- Jasminum smilacifolium Griff. ex C.B.Clarke (1882)
- Jasminum spectabile Ridl. (1936)
- Jasminum stans Pax (1907)
- Jasminum steenisii Kiew (1994)
- Jasminum stellipilum Kerr (1938)
- Jasminum stenodon Baker (1895)
- Jasminum stenolobum Rolfe (1889)
- Jasminum × stephanense É.Lemoine (1921)
- Jasminum streptopus E.Mey. (1836)
- Jasminum subglandulosum Kurz (1875)
- Jasminum subhumile W.W.Sm. (1913)
- Jasminum syringifolium Wall. & G.Don (1837)
- Jasminum tetraquetrum A.Gray (1862)
- Jasminum thomense Exell (1956)
- Jasminum tomentosum Knobl. (1893)
- Jasminum tortuosum Willd. (1809)
- Jasminum trichotomum B.Heyne ex Roth (1821)
- Jasminum tubiflorum Roxb. (1820)
- Jasminum urophyllum Hemsl. J. Linn. Soc. (1889)
- Jasminum verdickii De Wild. (1907)
- Jasminum vidalii P.S.Green (1999)
- Jasminum waitzianum Blume (1851)
- Jasminum wengeri C.E.C.Fisch. (1931)
- Jasminum wrayi King & Gamble (1905)
- Jasminum yuanjiangense P.Y.Pai (1985)
- Jasminum zippelianum Blume (1851)

## Други растения с името жасмин
Редица растения, които не са свързани родствено с жасмина, имат същото наименование:
- Brazilian Jasmine Mandevilla sanderi
- Cape Jasmine Gardenia,
- Carolina Jasmine Gelsemium
- Chilean Jasmine Mandevilla laxa
- New Zealand Jasmine Parsonsia capsularis
- Night-Blooming Jasmine Cestrum nocturnum
- Night-Flowering Jasmine Nyctanthes arbor-tristis
- Philadélphus
- Red Jasmine Plumeria rubra
- Star Jasmine, Confederate Jasmine Trachelospermum
- Tree Jasmine (disambiguation)
- Jasmine rice

## Други
На жасмина са наречени улици в кварталите „Илиянци“ (Карта) и „Симеоново“ (Карта) в София.